# Società Sportiva Taranto Calcio
La Società Sportiva Taranto Calcio, nota più semplicemente come Taranto, è una società calcistica italiana con sede nella città di Taranto. Milita in Eccellenza, la quinta divisione del campionato italiano.
Disputa le sue gare interne nello Stadio Erasmo Iacovone, impianto da 27.584 posti ma omologato per 10.989 posti (chiuso temporaneamente).
Nella stagione 2025-2026 disputerà le sue gare interne allo Stadio Italia di Massafra in attesa del completamento dei lavori di riqualificazione del proprio stadio, per i XX Giochi del Mediterraneo.
Costituita dalla Finlad Holding Srl, società dei fratelli Sebastiano e Vito Ladisa, a seguito dell'assegnazione del titolo sportivo revocato alla precedente società, che il comune ha ricevuto dalla Figc dopo l'esclusione dal campionato di Serie C del Taranto F.C. 1927 nel corso della stagione 2024-2025. L'iscrizione al campionato di Eccellenza è stata accettata grazie alle più di 70 stagioni professionistiche giocate dal Taranto e riconosciute sulla base dell'articolo 52 comma 10 delle norme NOIF della FIGC.
Nel corso della sua storia ha, con diverse compagini societarie, disputato 31 campionati di Serie B, 43 di Serie C e 13 di Serie D, e vinto i campionati di Serie C nel 1936-1937 e nel 1953-1954, di Serie C1 1989-1990 e di Serie C2 2000-2001, mentre nella stagione 1994-1995 si è laureato Campione d'Italia Dilettanti vincendone lo scudetto.
Il Taranto ha la 51ª miglior tradizione sportiva della FIGC, ed è la squadra con più partecipazioni alla Serie B (31) fra quelle che non sono mai approdate in Serie A, oltre a rappresentare la seconda città più popolosa d'Italia, dopo Prato, a non aver mai raggiunto la Serie A.

## Storia

### Dagli esordi del calcio tarantino all'istituzione dell'AS Taranto (1904-1927)
Nella città di Taranto, il football viene iniziato a praticare, seppure ufficiosamente, nel 1904 dal Circolo Studentesco Mario Rapisardi, che svolgeva attività podistica. Nello stesso anno il militare ferrarese della Marina Luigi Ascanelli fonda il primo club della città espressamente calcistico, la Società Sportiva Pro Italia con colori sociali il bianco e verde. Nel 1910 la Pro Italia disputa il primo campionato pugliese FIGC che contribuisce a organizzare, la Terza Categoria Puglia 1909-1910, classificandosi seconda. Nel 1911 nasce l'Audace Foot-Ball Club per interessamento diretto del foot-baller Giovanni Sardella, con colore sociale il rosso; questa compagine diventa presto rivale della Pro Italia, ma impiega più tempo ad affermarsi agli alti livelli. Audace e Pro Italia disputano le rispettive gare nella Piazza d'Armi vicina all'Arsenale Militare Marittimo di Taranto.
Al principio degli anni venti anche nel Meridione iniziano a organizzarsi tornei meglio strutturati, e le due maggiori compagini calcistiche tarantine partecipano alla Prima Divisione, il massimo campionato dell'epoca, aggiudicandosi il primato del girone regionale rispettivamente in tre stagioni i proitaliani e in due gli audaciani.

Una prima foto dell'AS Taranto nell'estate del 1927. La rosa era composta da ex proiitaliani e audaciani.

Nel 1926 i campionati di Prima Divisione fino ad allora organizzati dalla Lega Sud sono riclassificati come seconda serie nazionale e organizzati in gironi preliminari interregionali, quindi uniformati definitivamente ai precedenti settentrionali. Dopo aver chiuso la stagione 1926-27 in posizioni di medio-bassa classifica, agli inizi del luglio 1927 Audace e Pro Italia si fondono per ordine del nuovo "Ente Sportivo" della Provincia di Taranto, con il palesato intento di attuare il programma di efficienza del regime fascista unendo patrimoni e capitali; la nuova società, chiamatasi Associazione Sportiva Taranto, assume i colori rosso e blu del Comune, portandoli da quel momento sulle maglie da gioco a strisce verticali alternate. Il campo da gioco utilizzato fino alla seconda metà degli anni sessanta sarà lo stadio Corvisea, poi Mazzola, arrivato ad ospitare anni dopo fino a 12.000 posti a sedere.

### Il Taranto fra seconda e terza serie nazionale

#### Dagli anni venti al dopoguerra (1927-1947)
La squadra rossoblù disputa otto campionati di Prima Divisione, dal 1929 ancora riclassificata, a terzo livello nazionale con l'istituzione di Serie A e Serie B. Nella stagione 1928-1929, dopo aver primeggiato nei due gironi preliminari del Campionato Meridionale, la formazione ha perso 3-1 in campo neutro la finalissima nazionale con il Lecce, mancando la promozione in cadetteria (la partita fu ripetuta essendosi il primo confronto concluso in parità). La prima promozione in serie B giunge al termine della stagione 1934-1935, a seguito dei primi posti ottenuti nel girone preliminare e in quello finale; allenatore dell'A.S. Taranto è Umberto Zanolla, presidente, per il terzo anno consecutivo, Pietro Resta. Questi muore dopo le prime gare del campionato successivo, che vede la retrocessione degli ionici sugli sviluppi dell'ultimo posto conseguito in classifica. Fino al 1943, anno d'interruzione dei campionati in Italia a causa della seconda guerra mondiale, la squadra pugliese disputa un altro campionato cadetto nel 1937-1938 e ottiene nei restanti anni elevati piazzamenti in Serie C, la nuova terza serie. Nel frattempo, nel 1940 il club ha assorbito la già rifondata US Pro Italia diventando Unione Sportiva Taranto.
Nel 1944, dopo la liberazione del Sud Italia, l'U.S. Taranto torna in attività riprendendo il nome Audace Football Club 1911; negli stessi mesi è ancora rifondata, per la terza volta, la Pro Italia.
Alla riapertura regolare dei campionati italiani, dopo aver giocato i tornei pugliesi dell'ultimo periodo bellico, le redivive compagini ioniche partecipano alla Serie C 1945-1946 della Lega Nazionale Centro-Sud, nel cui girone appulo-abruzzese i rossi e l'emergente U.S. Arsenale, si classificano nelle prime posizioni ottenendo poi la promozione in Serie B per delibera della Lega Nazionale Centro-Sud. Mentre la compagine bianco-verde si piazza a metà classifica (rimanendo in terza serie).
Riconsiderata una gestione comune ormai più vantaggiosa, nell'estate del 1946 i dirigenti di Audace e Pro Italia operano la fusione definitiva, nell'intento di soddisfare maggiormente le aspirazioni della cittadinanza sportiva. Viene così praticamente ricostituita l'AS Taranto del periodo fascista. Il riunificato Taranto, usando il titolo di Serie B in dote dall'Audace partecipa al campionato cadetto 1946-47, vedendosi subito retrocesso. La concittadina Arsenale, invece, si classifica ottava mantenendo la categoria. Quest'ultimo era un sodalizio emergente, dai colori sociali sempre rosso e blu, gestito da militari della Marina italiana di stanza all'arsenale omonimo, e che godeva di una vantaggiosa organizzazione finanziaria. I due club, Taranto e Arsenale, accordano una nuova fusione il 9 settembre 1947, dopo un'intera notte di trattative, costituendo l'Unione Sportiva Arsenaltaranto.

#### Gli avvicendamenti degli anni cinquanta e sessanta (1947-1969)
La nuova società continua quindi il trascorso Serie B dell'Arsenale, e proprio nella stagione 1947-1948, per la prima volta l'"Arsenaltaranto" del decano Pietro Piselli si avvicina alla promozione al massimo campionato, classificandosi 3º nel girone C della serie cadetta con tre punti di distacco dalla capolista promossa. Retrocesso in terza serie due anni dopo, torna in B nel 1954, e mantiene la categoria per sei anni ottenendo posizioni di media o medio-bassa classifica. Ad agosto 1955 la società calcistica, in concomitanza con l'abbandono della proprietà da parte dei militari della Marina italiana, è tornata a chiamarsi Associazione Sportiva Taranto.
Gravata da problemi societari, nel 1959-1960, dopo la vendita di diversi calciatori la squadra retrocede perdendo gli spareggi-salvezza con Simmenthal-Monza e Venezia. Luigi Santilio lascia la presidenza dopo dieci anni di gestione. Sono questi, anni di difficoltà economiche, tanto che più volte il Comune di Taranto interviene sovvenzionando il club. Divenuto, all'inizio del 1964, presidente dell'AS Taranto l'imprenditore edile locale Michele Di Maggio, questi dispone la costruzione di un nuovo stadio nel quartiere tarantino Salinella, con più posti a sedere del Mazzola soprattutto per aumentare gli introiti della società. L'impianto viene realizzato in cento giorni utilizzando 130 km di tubi Innocenti e 900 metri cubi di gradoni in legno. L'inaugurazione dello "stadio Salinella" avviene nel dicembre 1965; inizialmente ha una capienza di oltre 25.000 posti. Il rendimento della squadra migliora e nel 1969, alla nona stagione consecutiva in terza serie i rossoblù ottengono la promozione in cadetteria: la squadra si è piazzata seconda ma i 6 punti sottratti alla Casertana per illecito fanno scalare agli ionici la testa del girone.

#### Il dodicennio in cadetteria (1969-1981)

L'attaccante Erasmo Iacovone, considerato da stampa e tifosi tarantini bandiera indiscussa. Gli è stato intitolato lo stadio cittadino.

I rossoblù giocano tutti gli anni settanta in serie B. Nel 1973-74, sotto la guida di Giovanni Invernizzi gli ionici raggiungono il 5º posto, miglior posizionamento della loro storia nella seconda serie a girone unico. A stagione conclusa il presidente Di Maggio lascia completamente la società, anche lui dopo dieci anni, vendendo diversi calciatori della rosa. 

A Di Maggio succede Giovanni Fico, che investe diversi milioni per riallestire buona parte della squadra. Il sogno della serie A sembra potersi avverare per i supporter tarantini nel campionato 1977-1978: la squadra, allenata da Tom Rosati e trascinata dai gol del centravanti molisano Erasmo Iacovone (acquistato dal Mantova nell'autunno del 1976), dopo un girone d'andata abbastanza promettente che frutta 20 punti perde il suo bomber — fino a quel momento con 8 reti all'attivo nel campionato 1977-78 —, scomparso in un tragico incidente stradale la notte del 6 febbraio 1978, chiudendo poi il campionato all'8º posto con 38 punti. Il 1978-79 è l'ultimo anno di Fico alla presidenza del Taranto, che nel campionato successivo vede alcuni suoi tesserati coinvolti nello scandalo del calcioscommesse. I pugliesi vengono pertanto sanzionati con la sottrazione di 5 punti nel 1980-81, annata in cui retrocedono in Serie C1 con 4 punti di distacco dall'ultima squadra salva, pur avendo battuto 3-0 il Milan il 7 dicembre 1980.

#### Dall'AS Taranto al Taranto FC (1981-1993)

Il Taranto della stagione 1990-91, in Serie B.

La formazione rossoblù torna a giocare in cadetteria nel 1984-1985. Nell'aprile 1985 il tribunale di Taranto dichiara fallita l'A.S. Taranto, pesantemente indebitata, acconsentendo il passaggio di squadra e titolo sportivo al Taranto Football Club S.p.A., società distinta dalla precedente e guidata dal nuovo presidente Vito Fasano; a fine campionato è ancora C1. Nel frattempo lo stadio Iacovone viene riammodernato in più riprese, sostituendo la struttura in tubi Innocenti con una nuova in cemento armato che ne aumenta la capienza a 27.584 posti a sedere. Fasano, che opera alcune dolorose cessioni di calciatori, tiene gli ionici in seconda serie nel triennio 1986-89 (guadagnando nel 1986-1987 la permanenza agli spareggi con Lazio e Campobasso), e dopo essere retrocesso lascia la guida del club. Lo sostituisce Donato Carelli, già a capo dell'AS Taranto nel 1979-80, persona poi rimasta cara ai tifosi rossoblù. Questi porta, negli anni della sua presidenza, vari giocatori quotati. Allenato da Roberto Clagluna, il Taranto riconquista subito la B primeggiando nel girone meridionale di serie C1 con 48 punti, record per la categoria, e nella Coppa Italia 1990-1991 batte in casa 2-1 la Juventus di Maifredi (i bianconeri passarono comunque il turno avendo vinto 2-0 all'andata). Dopo essersi salvati allo spareggio contro la ex aequo Casertana nel 1991-92, l'anno successivo i pugliesi, in austerità e con la squadra indebolita retrocedono.
Il 31 luglio 1993, con un debito di 11 miliardi di lire la Taranto F.C. S.p.A. è radiata dai campionati; la presidenza federale rifiuta una proposta dello stesso Carelli, di ripianamento graduale dei debiti negli anni successivi e il 3 agosto il club fallisce.

### La ripartenza con le cordate locali (1993-2000)

Il Taranto della stagione 1994-95, vincitore dello scudetto Dilettanti.

Il 13 agosto 1993 viene costituita ex novo la s.r.l. Taranto Calcio 1906, che non potendo più recuperare il precedente titolo sportivo è ammessa dalla FIGC al Campionato Nazionale Dilettanti, quinto livello del calcio nazionale.
Al secondo anno nei Dilettanti, allenati da Ivo Iaconi gli ionici ottengono la promozione in Serie C2 e trionfano nella poule scudetto vincendo il titolo nazionale 1994-1995. Disputano due anni nella C2 professionistica per poi tornare in interregionale. Nel 1998, con diverse pendenze a carico la società viene messa in liquidazione, e in agosto è soppiantata dalla nuova U.S. Arsenaltaranto, formata da una cordata locale che ne rileva azienda e titolo sportivo.

### Le gestioni Pieroni, Blasi, D'Addario nelle Serie C1 e C2 (2000-2012)
Nel giugno 2000 il club è ceduto a un'altra cordata, le cui quote azionarie sono detenute al 60% da Ermanno Pieroni, proprietario in quegli stessi anni dell'Ancona Calcio e già direttore sportivo del Taranto FC di Carelli, e al restante 40% da imprenditori tarantini; Pieroni non assumerà però mai la carica di presidente. Con il nuovo nome Taranto Calcio S.r.l., nel 2001 la squadra torna in serie C1. Nel 2002 è sconfitta dal Catania nella finale play-off per la promozione in cadetteria — vittoria 1-0 degli etnei all'andata in Sicilia, e 0-0 allo Iacovone —; molti tifosi ionici sospettano che il confronto sia stato falsato. Nei tre anni successivi la società rossoblù soffre nuovi problemi di liquidità e vende molti calciatori; a fasi alterne nascono contrasti fra Pieroni, tra l'altro poco presente nella gestione del club, e i suoi soci di minoranza. Retrocesso in C2 nel 2004 con Pieroni arrestato per truffa aggravata allo Stato, il Taranto Calcio, che arriva ad iscrivere al campionato seguente gran parte della squadra Berretti, il 26 ottobre 2004 fallisce e viene affidato a un curatore fallimentare.
Meno di due mesi dopo, il 14 dicembre, alla seconda asta fallimentare, per 294.000 € si aggiudica l'azienda sportiva l'industriale manduriano Vito Luigi Blasi, che quindi istituisce la Taranto Sport S.r.l.. L'anno seguente il team rossoblù torna in serie C1, poi perdendo i play-off per la serie cadetta nelle due stagioni successive (2006-2007 e 2007-2008).
Nell'estate del 2009 Blasi, che ha lamentato ostacoli ambientali alla realizzazione dei suoi programmi, cede il 100% delle quote a Enzo D'Addario, imprenditore tarantino operante nella commercializzazione online di automobili. Il club, dal 2010 Associazione Sportiva Taranto Calcio, con l'allenatore Davide Dionigi è ancora fermato ai play-off nel 2011 e nel 2012 (fra questi, molto apprezzata dai tifosi la semifinale di ritorno del giugno 2011 per l'ardore profuso dalla squadra, che sconfisse 2-3 l'Atletico Roma allo stadio Flaminio). Nello stesso 2011-12 D'Addario, in difficoltà finanziarie, ha ritardato i pagamenti a molti atleti causando la sottrazione alla squadra di 6 punti in classifica, che sarebbero valsi la promozione diretta in serie B; i giocatori hanno quindi messo in mora la società. Il 30 giugno 2012, non avendo trovato partner data la massa debitoria, il presidente D'Addario rinuncia a presentare domanda d'iscrizione alla Lega Pro Prima Divisione, sancendo così la radiazione dai ruoli federali e lo scioglimento della società. Come nel 1993, viene perso il titolo sportivo.

### Il Taranto FC 1927 (2012-2025)

Massimo Giove, presidente del club per la seconda volta, in carica dall'ottobre del 2017 al luglio 2025.

Il 20 luglio 2012, è costituita principalmente per opera dell'A.P.S. Fondazione Taras 706 a.C., un supporters' trust composta da tifosi del Taranto, la Taranto Football Club 1927 s.r.l.; il 6 agosto seguente una cordata d'imprenditori locali entra nel capitale sociale. Per la prima volta nella storia del Taranto Calcio, dei tifosi sono comproprietari del club. La formazione è iscritta alla Serie D in virtù della tradizione sportiva rossoblù (art. 52 delle NOIF). Negli anni a seguire, fino al 2017, la suddivisione delle quote societarie cambia quasi ogni stagione con la maggioranza che rimane comunque, ad eccezione del 2014-2015, nelle mani di soci tarantini. In D, la squadra si piazza quasi sempre nelle prime posizioni di classifica mancando la vittoria finale dei play-off nazionali per l'eventuale ripescaggio nelle leghe professionistiche. Ripescaggio in serie C che ottiene ugualmente nell'estate 2016 (la Lega Pro Seconda Divisione, ex C2, è stata soppressa due anni prima), retrocedendo dopo un solo anno.
Nell'ottobre del 2017, la maggioranza del capitale sociale del Taranto FC 1927 e la presidenza sono acquisite da Massimo Giove, già socio e presidente nel primo biennio di gestione Pieroni. Sotto il controllo di Giove gli ionici tornano in C nel 2020-2021, avendo ottenuto il primo posto nel girone H della serie D. Disputano in terza serie le successive quattro stagioni, giocando i play-off nel 2023-24.
Il 31 luglio 2024, Giove, in polemica con l'amministrazione comunale per la gestione dei lavori di ristrutturazione dello stadio Erasmo Iacovone in vista dei XX Giochi del Mediterraneo, si dimette dalla carica di presidente.
Interrottasi i primi di febbraio 2025 una procedura, avviata nel novembre precedente per interessamento del sindaco, inerente al passaggio del 91% del capitale sociale del club ad una LLC statunitense, per il suo mancato rispetto di alcune clausole contrattuali, la società rimane invischiata in una grave situazione finanziaria. In marzo, dopo una serie di partite disputate con elementi della formazione giovanile e una penalizzazione di 19 punti in classifica, il Tribunale Federale Nazionale esclude il Taranto dal campionato di Serie C a causa di violazioni amministrative.
Il 15 luglio 2025, a seguito del processo avviato dalla procura contro la società di Giove per l'insolvenza di circa 4 milioni di euro, il tribunale dichiara ufficiale il fallimento della società, avviando la procedura di liquidazione. Il 29 luglio seguente, la FIGC revoca l'affiliazione della società ionica alla federazione.

### La SS Taranto Calcio
Il 30 luglio 2025, a seguito della revoca dell'affiliazione, il Comune di Taranto indice il bando pubblico di assegnazione del titolo sportivo (in virtù dell'art. 52 comma 10 delle N.O.I.F.) e per la costituzione della nuova società che guiderà la squadra nel campionato di Eccellenza. Al termine previsto per la presentazione delle manifestazioni di interesse, ovvero la mezzanotte del 6 agosto 2025, due soggetti avevano presentato interesse attraverso un progetto: l'imprenditore statunitense David Robert Warren, fondatore e CEO di DW Partners e il gruppo barese Finlad S.r.l. dei fratelli Ladisa, società leader nei servizi di ristorazione collettiva. 
Il 7 agosto 2025 il sindaco di Taranto Piero Bitetti consegna il nuovo titolo sportivo per la partecipazione al campionato di Eccellenza Puglia al gruppo barese Finlad S.r.l. dei fratelli Ladisa, già proprietario dal 2003 al 2010 del Monopoli, ufficializzando la stessa alla società costituenda SS Taranto 2025, rinominata poi SS Taranto Calcio, impegnandosi allo stesso tempo a comunicare la decisione agli organi preposti della FIGC. 

## Colori e simboli

### Colori
Fin dalla fondazione nel 1927 il Taranto ha adottato come colori sociali il rosso e blu che campeggiano anche nello stemma cittadino. L'origine di questi colori è legata alla storia della città e al legame con il suo ambiente. Il blu a simboleggiare il mare da cui ha sempre tratto sostentamento e fortune e il rosso per il colore sia del tramonto sia della porpora, per la cui lavorazione, la città bimare era famosa nell'antichità.

### Simboli ufficiali

#### Stemma
Nel corso della sua storia il Taranto ha cambiato più volte il proprio stemma, anche a causa delle travagliate vicende societarie che ne hanno caratterizzato gli ultimi due decenni.
La versione attuale dello stemma è stata introdotta nell'estate del 2018 ed è stato scelto a seguito di un concorso pubblico online promosso dalla Fondazione Taras tra tifosi e appassionati rossoblù. Lo stemma vincitore è stato presentato in diretta tv e streaming a stampa e tifosi, esso è diviso orizzontalmente in tre parti, in alto la scritta Taranto FC in blu su banda bianca, al di sotto due bande, una rossa in alto e una blu in basso con al centro un delfino avvolto a un tridente e la scritta 1927 al di sotto di esso. A giugno 2020 la A.P.S Taras 706 a.C. (nuova denominazione della Fondazione Taras) dona gratuitamente i diritti dello stemma alla società dopo i riscontri negativi dovuto al nuovo restyling del medesimo.

Stemma usato dal 1947 al 1955.
Stemma usato dal 1955 al 1985.
Stemma usato dal 1985 al 1989.
Stemma usato dal 1989 al 1993.
Stemma usato dal 1993 al 1998.
Stemma usato dal 1998 al 2000.
Stemma utilizzato dal 2000 al 2005.
Stemma del Taranto dal 2005 al 2009.
Stemma utilizzato dal 2009 al 2012.
Stemma utilizzato dal 2012 al 2018.
Stemma utilizzato dal 2018 al 2025

#### Inno
Dalla stagione 2019-2020 l'inno ufficiale del Taranto è "Noi siamo il Taranto" scritto e cantato da Fabrizio Loconsole.
Se ne ricordano diversi, almeno sette, che hanno scandito la storia del sodalizio rossoblù e il più amato tra essi, dopo un sondaggio effettuato dall'Aps Fondazione Taras, è risultato "Taranto sei grande" di Franco Guitto, che ha fatto da sfondo ad alcune delle ultime imprese sportive come l'ultima promozione in serie B.
Vi sono poi altre canzoni scritte in omaggio alla squadra come "Forza Taranto" (Sauro), "Assim Pacc" (Pacefatta), "Cuore Rossoblù" (Franco Cosa), "Oh oh oh Taranto" (Tiziano Pacciana), "Taranto è" (Enzo Latanza) e il più antico "Taranto rossoblù" (Mario Rossi).

## Strutture

### Stadio

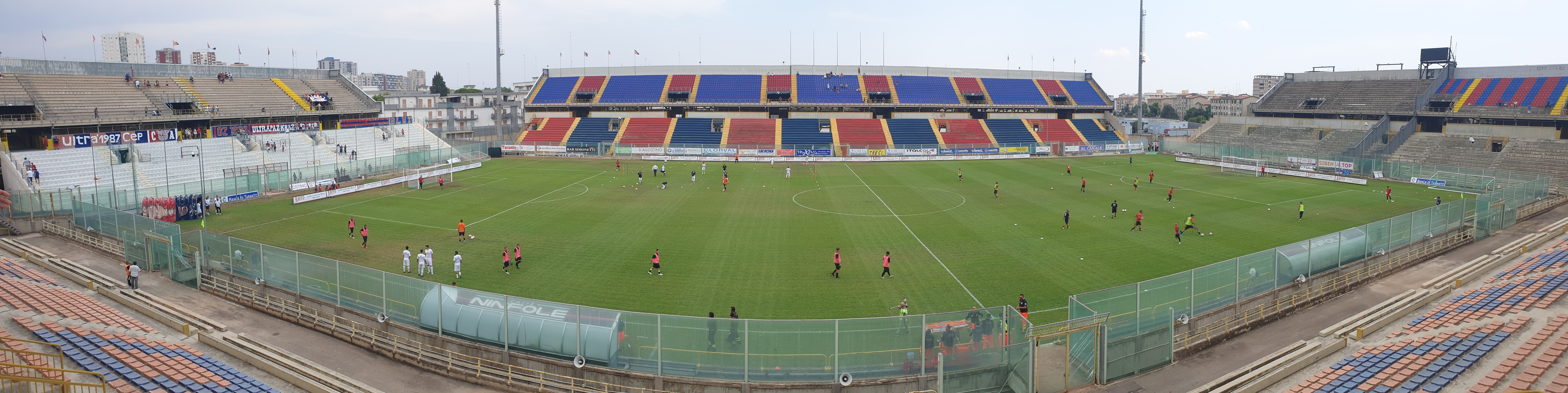
Visuale panoramica dell'interno dello Stadio Erasmo Iacovone

Il Taranto FC 1927 giocava le partite casalinghe allo Stadio Erasmo Iacovone ex Stadio Salinella dal nome del quartiere cittadino nel quale è situato, è il maggiore stadio di calcio della città ed è stato inaugurato l'8 dicembre 1965. È dedicato al grande fuoriclasse del Taranto morto in un incidente nel 1978. Costruito dapprima con tubi di ferro gentile e legno, venne completamente ristrutturato, con la creazione di pilastri in cemento armato, nel 1985. Il 26 aprile 1989 ha ospitato la gara amichevole tra la Nazionale italiana e l'Ungheria (4-0 per gli azzurri). Ha una capienza totale di 27 584 posti, ma solo 10 989 sono agibili.

### Centro di allenamento
Il Taranto FC 1927 svolgeva le sedute di allenamento all'interno dell'impianto "Erasmo Iacovone" nel campo in erba sintetica dello Iacovone B.

## Società

### Organigramma societario
- - - Vice Presidente
- - - Amministratore Delegato
- - - Direttore Generale
- - - R.S.P.P.
- - - Collaboratrice Amministrativa

### Sponsor
| Cronologia degli sponsor tecnici - 1978-1981 Ennerre - 1981-1982 Josephine - 1982-1983 Ennerre - 1983-1984 Parentini - 1984-1985 Ennerre - 1985-1986 Cinghiale - 1986-1987 Puma - 1987-1994 Cinghiale - 1994-1996 Naax - 1996-1997 Legea - 1997-1998 Cinghiale - 1998-1999 Erreà - 1999-2000 ImmaSport - 2000-2001 Ropam - 2001-2004 Devis - 2005-2007 Umbro - 2007-2008 B&B - 2010-2014 Sportika - 2014-2019 Joma - 2019-2020 Givova - 2020-2021 Frankie Garage Sport - 2021-2023 Joma - 2023-2024 EYE Sport - 2024-2025 Joma - 2025- Macron | Cronologia degli sponsor ufficiali - 1981-1984 Publiradio - 1984-1985 Borsci - 1985-1986 Vini Lizzano - 1986-1988 Olio Vinci - 1988-1989 Publivideo-Montecarlo - 1989-1990 Despar - 1990-1992 Cannarile Confezioni - 1992-1994 Birra Raffo - 1994-1996 Borsci - 1997-1998 Piscine Acquaservice - 1998-1999 Porto di Taranto - 1999-2000 Conad - 2000-2004 Birra Raffo - 2005-2006 ProJet, Taranto città d'a..mare - 2006-2007 Siel, Taranto città d'a..mare - 2007-2008 Siel - 2009-2010 Taranto terra da amare, www.daddario.it - 2010-2011 Airwell - 2010-2011 Airwell - 2011-2012 www.daddario.it - 2012-2013 Oro6, L'Ape e l'Orso, Mister Toys - 2013-2014 Birra Raffo, Masterform - 2014-2015 Birra Raffo, Caffè Motta - 2015-2016 Birra Raffo, Mariano Gioielli, Cooperativa Prisma - 2016-2017 Birra Raffo, Canale85, Cooperativa Prisma - 2017-2018 Birra Raffo, Canale85, Cooperativa Prisma, Masseria La Camardia - 2018-2019 Birra Raffo, Banca di Taranto, Maico, Enetec, Paresa - 2019-2020 Birra Raffo, Fatamorgana, Enetec, Maico - 2020-2021 Birra Raffo, Elisir San Marzano Borsci, Antenna Sud, Ninfole Caffè, G-Tek srl, Banca di Taranto - 2021-2022 Birra Raffo, Starfish, Antenna Sud, Gabetti Lab, Elisir San Marzano Borsci, DIPA - 2022-2023 Birra Raffo, Antenna Sud, Elisir San Marzano Borsci, Caffè Fadi - 2023-2024 Antenna Sud, Elisir San Marzano Borsci, Caffè Fadi, Almat General Construction, Gruppo Jolly Officine, We Are in Puglia - 2024-2025 Antenna Sud, Caffè Fadi |

## Allenatori e presidenti
Di seguito l'elenco degli allenatori e dei presidenti della storia del Taranto.
- 1927-1928  György Kőszegy
- 1928-1929  Ercole Ciaccio (1ª-?ª)
 Cataldo De Pasquale (?ª-?ª)
- 1929-1931  Antonio Powolny
- 1931-1932  Enrico Sardi
- 1932-1933  Raffaele Russo
- 1933-1934  Árpád Hajós
- 1934-1935  Umberto Zanolla
- 1935-1936  Umberto Zanolla (1ª-?ª)
 Béla Károly (?ª-34ª)
- 1936-1938  Géza Kertész
- 1938-1939  György Kőszegy
- 1939-1940  Michele Giraud
- 1940-1941  Dario Gay
- 1941-1943  Adolfo Bolognini
- 1945-1946  Adolfo Bolognini (Arsenale Taranto)
 Ferenc Plemich (1ª-?ª)
 Raffaele Russo (?ª-24ª) (Audace Taranto)
... (Pro Italia)
- 1946-1947  Usbey Donneuy (1ª-12ª)
 Ferruccio Ghidini (13ª-15ª)
 Raffaele Russo (16ª-34ª) (Arsenale Taranto)
 Guglielmo Borgo (Audace Taranto)
- 1947-1948  Pietro Piselli
- 1948-1949  Giovanni Corbjons
- 1949-1950  Adolfo Bolognini (1ª-11ª)
 Mario Salvati e  Raffaele Russo (D.T.) (12ª-18ª)
 Mario Tedeschi (19ª-21ª)
 Bruno Arcari (22ª-41ª)
- 1950-1952  Bruno Arcari
- 1952-1954  Raffaele Costantino
- 1954-1955  Mario Villini
- 1955-1956  Mario Perazzolo
- 1956-1957  Mario Perazzolo (1ª-14ª)
 Piero Bortoletto (15ª-17ª)
 Leonardo Costagliola (18ª-34ª)
- 1957-1958  Leonardo Costagliola (1ª-19ª)
 Leonardo Costagliola e   Michele Andreolo (D.T.) (20ª-22ª)
  Michele Andreolo (23ª-34ª)
- 1958-1959  Renzo Magli
- 1959-1960  Piero Andreoli (1ª-19ª)
 Manlio Bacigalupo (20ª-38ª e spareggi)
- 1960-1961  Manlio Bacigalupo (1ª-15ª)
 Renzo Magli (16ª-34ª)
- 1961-1962  Francesco Capocasale
- 1962-1963  Francesco Capocasale (1ª-17ª)
 Nello Orlandi (18ª-22ª)
 Giacomo Mari (23ª-34ª)
- 1963-1964  Giacomo Mari (1ª-21ª)
 Renato Tofani (22ª-34ª)
- 1964-1965  Renato Tofani (1ª-17ª)
 Nello Orlandi (18ª-20ª)
 Leonardo Costagliola (21ª-34ª)
- 1965-1966  Leonardo Costagliola (1ª-10ª)
 Renato Tofani (11ª-34ª)
- 1966-1967  Renato Tofani (1ª-6ª)
 Donato Raguso (7ª)
 Ulisse Giunchi (8ª-25ª)
 Alvaro Biagini (26ª-34ª)
- 1967-1968  Lorenzo Paradiso
- 1968-1969  Alvaro Biagini (1ª-9ª)
 Mario Caciagli (10ª-34ª)
- 1969-1970  Mario Caciagli (1ª-32ª)
 Renato Tofani (33ª-38ª)
- 1970-1971  Renato Tofani (1ª-14ª)
 Corrado Viciani (15ª-24ª)
 Zeffiro Furiassi (25ª-38ª)
- 1971-1972  Mario Caciagli
- 1972-1973  Leandro Remondini (1ª-4ª)
 Benigno De Grandi (5ª-15ª)
 Zeffiro Furiassi (16ª-38ª)
- 1973-1974  Giovanni Invernizzi
- 1974-1975  Giovanni Invernizzi (lug.-set.)
 Luciano Aristei (1ª)
 Guido Mazzetti (2ª-38ª)
- 1975-1976  Eugenio Fantini
- 1976-1977  Gianni Seghedoni
- 1977-1978  Domenico Rosati
- 1978-1979  Eugenio Fantini (1ª)
 Guido Mazzetti (2ª-38ª)
- 1979-1980  Adelmo Capelli (1ª-14ª)
 Gianni Seghedoni (15ª-38ª)
- 1980-1981  Gianni Seghedoni (1ª-24ª)
 Umberto Pinardi (25ª-38ª)
- 1981-1982  Angelo Carrano (1ª-29ª)
 Lucio Vinci (30ª-34ª)
- 1982-1983  Lauro Toneatto
- 1983-1984  Antonio Giammarinaro
- 1984-1985  Bruno Pinna (1ª-3ª)
 Bruno Pinna e  Angelo Becchetti (4ª-9ª)
 Lauro Toneatto (10ª-26ª)
 Angelo Becchetti (27ª-37ª)
 Umberto Buonfrate (38ª)
- 1985-1986  Antonio Renna
- 1986-1987  Antonio Renna (1ª-9ª)
 Fernando Veneranda (10ª-38ª)
- 1987-1988  Antonio Pasinato
- 1988-1989  Fernando Veneranda (1ª-21ª)
 Roberto Clagluna (22ª-38ª)
- 1989-1990  Roberto Clagluna
- 1990-1991  Walter Nicoletti
- 1991-1992  Walter Nicoletti (1ª-9ª)
 Giampiero Vitali (10ª-38ª)
- 1992-1993  Giampiero Vitali (1ª-16ª)
 Giuseppe Caramanno (17ª-38ª)
- 1993-1994  Diego Giannattasio (1ª-13ª)
 Franco Selvaggi (14ª-38ª)
- 1994-1995  Ivo Iaconi
- 1995-1996  Ivo Iaconi (1ª-23ª)
 Pietro Ruisi (24ª-34ª)
- 1996-1997  Pietro Ruisi (1ª-8ª)
 Marcello Pasquino (9ª-31ª)
 Antonio Giammarinaro (32ª)
 Marcello Pasquino (33ª-34ª)
- 1997-1998  Marcello Pasquino (1ª-10ª)
 Ottavio Annichiarico (11ª-13ª)
 Mauro Viviani (14ª-34ª)
 Cesare Cataldi (35ª-38ª)
- 1998-1999  Luigi Capuzzo (1ª-13ª)
 Gianfranco Degli Schiavi (14ª-18ª)
 Angelo Busetta (19ª-34ª)
- 1999-2000  Angelo Carrano
- 2000-2001  Sergio Buso (1ª-18ª)
 Massimo Silva (19ª-34ª)
- 2001-2002  Ezio Capuano (1ª-4ª)
 Giovanni Simonelli (5ª-34ª e play-off)
- 2002-2003  Giovanni Simonelli (lug.-ago.)
 Stefano Di Chiara (1ª-6ª)
 Stefano Baldoni (7ª)[50]
 Fabio Brini (8ª-34ª)
- 2003-2004  Fabio Brini (1ª-12ª)
 Antonino Barone (13ª)[50]
 Francesco Dellisanti (14ª-24ª)
 Antonino Barone (25ª)[50]
 Fabio Brini (26ª)
 Salvatore Bianchetti (27ª-34ª e play-out)
- 2004-2005  Antonio Toma e  Claudio Luperto (lug-ago.) 
 Cosimo Presicci e  Cosimo Recchia (1ª)
 Giuseppe Sabadini (2ª-16ª)
 Antonio Toma e  Pieraldo Nemo (17ª-21ª)
 Carlo Florimbi (22ª-34ª e play-out)
- 2005-2006  Raimondo Marino (1ª-19ª)
 Aldo Papagni (20ª-34ª e play-off)
- 2006-2007  Aldo Papagni
- 2007-2008  Adriano Cadregari (lug.-ago.)
 Marco Cari (1ª-34ª e play-off)
- 2008-2009  Francesco Dellisanti (1ª-15ª)
 Gianfranco Degli Schiavi (16ª)[50]
 Paolo Stringara (17ª-34ª)
- 2009-2010  Piero Braglia (1ª-5ª)
 Giuseppe Brucato (6ª-20ª)
 Francesco Dellisanti (21ª-27ª)
 Francesco Passiatore (28ª-34ª)
- 2010-2011  Giuseppe Brucato (1ª-12ª)
 Davide Dionigi (13ª-34ª e play-off)
- 2011-2012  Davide Dionigi
- 2012-2013  Tommaso Napoli (1ª-5ª)
 Giacomo Pettinicchio (6ª-34ª)
- 2013-2014  Vincenzo Maiuri (1ª-7ª)
 Aldo Papagni (8ª-34ª e play-off)
- 2014-2015  Massimiliano Favo[51] (1ª-19ª)
 Pierfrancesco Battistini (20ª-27ª)
 Michele Cazzarò (28ª-34ª e play-off)
- 2015-2016  Michele Cazzarò (1ª-11ª) 
 Salvatore Campilongo (12ª-21ª)
 Michele Cazzarò (22ª-34ª e play-off)
- 2016-2017  Aldo Papagni (1ª-8ª) 
 Fabio Prosperi e  Pantaleo De Gennaro (D.T.) (9ª-24ª)
 Salvatore Ciullo (25ª-38ª)
- 2017-2018  Francesco Cozza (1ª-3ª)
 Michele Cazzarò (4ª-34ª e play-off)
- 2018-2019  Michele Cazzarò (lug.-ago.)
 Luigi Panarelli (1ª-34ª e play-off)
- 2019-2020  Nicola Ragno (1ª-8ª) 
 Luigi Panarelli (9ª-26ª)
- 2020-2022  Giuseppe Laterza
- 2022-2023  Nello Di Costanzo (1ª-2ª)
 Ezio Capuano (3ª-38ª)
- 2023-2024  Ezio Capuano
- 2024-2025  Ezio Capuano (lug.-ago.) 
 Carmine Gautieri (1ª-14ª)
 Michele Cazzarò (15ª-19ª)
 Maurizio Bisignano (20ª-22ª)[50]
 Pino Murgia (23ª-29ª)
- 2025-  Ciro Danucci

- 1927-1928  Giuseppe Buono
 Antonio Colucci
 Pietro Resta
- 1928-1929  Carlo Cacace
 Pietro Resta
- 1929-1930  Francesco Ruggeri
 Armentani
- 1930-1931  Romeo Sciascia
- 1931-1932  Alessandro di Biase
 Arturo Guardone[52]
- 1932-1933  Romeo Sciascia
 Arturo Guardone[52]
- 1933-1936  Pietro Resta
- 1936-1938  Vincenzo Greco
- 1938-1939  Ruggero Melon
- 1939-1940  Fortunato De Introna
- 1940-1942  Francesco Zanetti
- 1946-1947  Silvio De Palma
 Sante Scialpi
- 1947-1948  Archimede Tellarini
- 1948-1949  Michele Rinaldi
- 1949-1950  Napoleone Magno
- 1950-1960  Luigi Santilio
- 1960-1964  Federico Pignatelli
- 1964-1974  Michele Di Maggio
- 1974-1979  Giovanni Fico
- 1979-1980  Donato Carelli
- 1980-1981  Domenico Greco
 Giovanni Buonfrate
- 1981-1982  Piero Di Mitri
- 1982-1983  Giovanni Buonfrate
- 1983-1985  Luigi Pignatelli
- 1985-1989  Vito Fasano
- 1989-1993  Donato Carelli
- 1993-1994  William Uzzi
- 1994-1995  Pasquale Ruta
- 1995-1996  Giancarlo Cito (Onorario)
- 1996-1998  Giacomo Comegna
- 1998-2000  Emanuele Papalia
- 2000-2002  Massimo Giove
- 2002-2003  William Uzzi
- 2003-2004  Vincenzo Stanzione
- 2004-2009  Vito Luigi Blasi
- 2009-2012  Enzo D'Addario
- 2012  Claudio Andriani[53]
- 2012-2013  Elisabetta Zelatore
- 2013-2014  Fabrizio Nardoni
- 2014-2015  Domenico Campitiello[54]
- 2015  Gianluca Mongelli
- 2015-2017  Elisabetta Zelatore
- 2017-2025  Massimo Giove
- 2025  Vito Ladisa

## Calciatori

### Il Taranto e le nazionali di calcio

Il terzino Sergio Giovannone, primo rossoblù convocato in nazionale.

Due calciatori sono stati convocati da una rappresentativa italiana durante il loro periodo di militanza nel Taranto:
- Sergio Giovannone[55] -  Italia U-21
- Gianluca Franciosi[56] -  Italia U-18

L'unico calciatore straniero che ha ricevuto una convocazione in nazionale durante la militanza con la maglia rossoblù è stato Kalifa Manneh che il 22 maggio 2022, quando era ancora sotto contratto con il Taranto, venne convocato dalla nazionale del Gambia per la sfida contro gli Emirati Arabi Uniti. La partita terminò 1-1.

## Palmarès

Il Taranto della stagione 1973-1974 quinto classificato in Serie B, miglior piazzamento della sua storia nella cadetteria a girone unico.

- Serie C: 2

1936-1937 (girone E), 1968-1969 (girone C)
- Serie C1: 1

1989-1990 (girone B)
- Serie C2: 1

2000-2001 (girone C)
- Scudetto Dilettanti: 1

1994-1995
- Campionato Nazionale Dilettanti: 1

1994-1995 (girone H)
- Serie D: 1

2020-2021 (girone H)

## Statistiche e record

### Partecipazione ai campionati
| Livello | Categoria                       | Partecipazioni | Debutto   | Ultima stagione | Totale |
| ------- | ------------------------------- | -------------- | --------- | --------------- | ------ |
| 2º      | Prima Divisione                 | 1              | 1927-1928 | 1927-1928       | 33     |
| 2º      | Campionato Meridionale          | 1              | 1928-1929 | 1928-1929       | 33     |
| 2º      | Serie B                         | 31             | 1935-1936 | 1992-1993       | 33     |
| 3º      | Prima Divisione                 | 6              | 1929-1930 | 1934-1935       | 43     |
| 3º      | Serie C                         | 22             | 1936-1937 | 2024-2025       | 43     |
| 3º      | Serie C1                        | 10             | 1981-1982 | 2007-2008       | 43     |
| 3º      | Lega Pro Prima Divisione        | 4              | 2008-2009 | 2011-2012       | 43     |
| 3º      | Lega Pro                        | 1              | 2016-2017 | 2016-2017       | 43     |
| 4º      | Serie C2                        | 5              | 1995-1996 | 2005-2006       | 11     |
| 4º      | Serie D                         | 6              | 2014-2015 | 2020-2021       | 11     |
| 5º      | Campionato Nazionale Dilettanti | 4              | 1993-1994 | 1998-1999       | 7      |
| 5º      | Serie D                         | 3              | 1999-2000 | 2013-2014       | 7      |

### Statistiche di squadra
Il Taranto ha disputato, a partire dal 1927, 75 campionati professionistici, di cui 32 campionati in Serie B (e predecessori) e 42 in Serie C (e predecessori), e 13 campionati di Serie D. Non ha mai disputato campionati di Serie A, prima squadra italiana a non centrare l'obiettivo pur giocando il maggior numero di tornei cadetti. Il miglior risultato raggiunto nella storia dal Taranto è stato il quinto posto in Serie B raggiunto nella stagione 1973-1974. Si ricordano le vittorie dei campionati di Serie C del 1936-1937 e del 1953-1954, di Serie C1 del 1989-1990 e di Serie C2 del 2000-2001. Successo successivamente bissato nel 2005-2006 vincendo la finale play-off contro il Rende che significò il ritorno in Serie C1. Successo anche nel campionato di Serie D del 1994-1995, con la conquista del titolo di Campione d'Italia di Serie D conseguito nella doppia finale con il Tolentino e la vittoria del campionato nella stagione 2020-2021. Si ricordano anche le salvezze in Serie B nei campionati del 1986-1987 e del 1991-1992, ottenute entrambe a seguito di spareggi, nonché i dodici anni consecutivi di permanenza nella serie cadetta (precisamente dal 1969-1970 al 1980-1981) e il secondo posto nel campionato di Serie C1 1983-1984 alle spalle del Bari, traguardo che permise ai rossoblù ionici di ritornare nella seconda serie. 
Si ricordano altresì i secondi posti ottenuti nei campionati di Serie D 1999-2000 e 2015-2016 che sono culminati con il ritorno del Taranto tra i professionisti tramite ripescaggio.
- Miglior piazzamento in Serie B: 6º posto (1973-1974)
- Partecipazioni alla Coppa Italia: 31
- Migliore vittoria in campionato: 0-16 vs. Pro Gioia (1928-1929)
- Peggiore sconfitta in campionato: 9-0 vs. Alessandria (1948-1949)[58]
- Maggior numero di vittorie in una stagione: 22 (1994-1995 e 1999-2000)
- Minor numero di sconfitte in una stagione: 2 (1982-1983 e 2011-2012)
- Maggior numero di punti in una stagione: 75 (1999-2000)
- Minor numero di gol subiti in una stagione: 14 (1964-1965)[59]
- Maggior numero di gol in una stagione: 74 (1951-1952)
- Maggior numero di vittorie consecutive: 11 (1928-1929)
- Maggior numero di partite senza sconfitte: 25 (2011-2012)
- Giocatore con più gol segnati in un campionato: Christian Riganò, 27 (2001-2002)
- Acquisto più costoso: Guglielmo Coppola, 1 mld di lire.[60]
- Cessione più remunerativa: Pietro Maiellaro, 2,2 mld di lire.[61]

### Statistiche individuali
A livello individuale il giocatore con il maggior numero di presenze in rossoblù è Ivan Romanzini con 286 partite giocate. Seguono Mario Biondi (270), Giovanni Menzella (261), Vincenzo Castellano (240) e Martino Castellano (237). Martino Castellano detiene anche il record di reti in maglia rossoblù 89. Alle sue spalle Giuseppe Genchi con (63), Luigi Molinari con (61) , Vincenzo Castellano (60), Bruno Beretti (49) e Sossio Aruta (48).
Di seguito le top 10 dei primatisti di presenze e reti.
- 271  Giovanni Manzella (1952-1964)
- 264  Mario Biondi (1968-1978)
- 259  Ivan Romanzini (1969-1978)
- 240  Vincenzo Castellano (1945-1955)
- 237  Martino Castellano (1928-1942)
- 236  Mario Bernardel (1946-1955)
- 236  Fabio Prosperi (2006-2007, 2008-2015)
- 214  Bruno Beretti (1966-1973)
- 209  Salvatore Perrucci (1929-1938)
- 206  Lamberto Giorgis (1953-1961)

- 89  Martino Castellano (1928-1942)
- 63  Giuseppe Genchi (2014-2016, 2019-2020)
- 61  Luigi Molinari (1938-1947)
- 60  Vincenzo Castellano (1947-1955)
- 49  Bruno Beretti (1966-1973)
- 48  Sossio Aruta (1993-1996)
- 48  Christian Riganò (2000-2002)
- 44  Vincenzo Margiotta (1948-1951)
- 42  Loriano Cipriani (1994-1997)
- 41  Stefano D'Agostino (2017-2020)

## Tifoseria

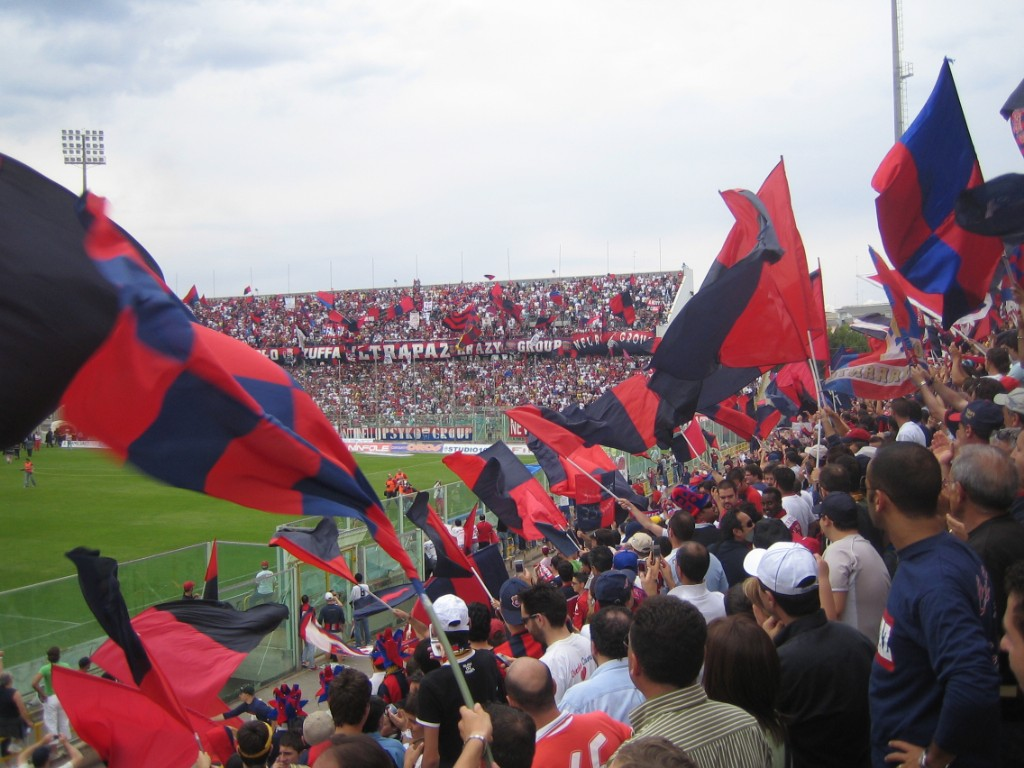
Tifosi allo Stadio Erasmo Iacovone di Taranto in occasione della Finale play-off Serie C2 2005-06.

Il settore Curva Nord è quello più popolato da svariati gruppi. I principali sono Ultrapaz (Quartiere Paolo VI) e Gruppo Zuffa (Città Vecchia, Tamburi, Lido Azzurro - sciolto nel 2021), oltre a Psyko Group (Tamburi, Città Vecchia), Krazy Group (Città Vecchia), Ultra' CEP 1987 (Salinella), Boys Lizzano Ultras Taranto (BLUT), Zona Nord (Tamburi,Città Vecchia), Ultras Tiger 2022, Pirati della Nord, Zoccolo Duro, Ultras Tamburi 2014, Balconata Vintage, Gruppo John Wayne, San Simone Rossoblù e Black Sheep; numerosi sono quelli presenti anche negli altri settori, come Quelli di Sempre, Gli amici di via Maturi, Tarantini, Gruppo Franceschin (Italia-Montegranaro), Chalet Bella Taranto (Borgo Città Nuova) in Curva Sud e Gradinata Taranto (Entità Minore), Vecchi Ultras (ex Ultras 84) (Tre Carrare, Battisti e Solito Corvisea) nel settore Gradinata.
La tifoseria tarantina si è sempre contraddistinta per una forte attitudine ideologica anarchica, comunista e antifascista (pur sempre lontana da partiti di qualsiasi area), tanto da essere la seconda tifoseria in Italia dopo i pisani ad aver ricevuto DASPO fuori contesto per manifestazioni di piazza in occasione di comizi di politici di estrema destra. Inoltre gran parte dei gruppi della Curva Nord e della Gradinata sono stati tra i protagonisti delle manifestazioni per la chiusura dell'ILVA tra il 2012 e il 2019.
Ad oggi la tifoseria tarantina conta circa 500 provvedimenti DASPO, di cui oltre 70 comminati per la trasferta a Vicenza in occasione della semifinale playoff di Serie C 2023/2024 che ha visto oltre 1200 tarantini nel settore ospiti. Si conferma anche come una delle piazze meno tesserate d'Italia con un numero di tifosi fidelizzati sotto le 100 unità.
Tra le partite in trasferta con il più alto numero di supporters al seguito si ricordano gli spareggi per la permanenza in Serie B a Napoli nella stagione 1986-1987 contro Lazio e Campobasso e ad Ascoli nella stagione 1991-1992 contro la Casertana, entrambe con più di diecimila presenze.
Nel 2010-2011, a stagione ancora in corso, su un totale di 13 trasferte ne sono state concesse 2 (Pisa e Lucca) e vietate 11. Il 12 novembre 2007, giorno in cui era in programma la partita Taranto - Massese (poi persa a tavolino 0-3), ci furono intemperanze dei tifosi rossoblù allo stadio, in solidarietà per la morte del tifoso della Lazio, Gabriele Sandri. Da allora in maniera saltuaria, e dal 2009 in modo costante, il tifo rossoblù è oggetto del divieto di recarsi in trasferta da parte del C.A.S.M.S.
Per parte della stagione 2007-2008, e per quasi tutta la stagione 2008-2009, la squadra è stata costretta a giocare allo stadio Iacovone o senza tifosi o con parti dello stadio chiuse al pubblico, col risultato che a Taranto, in quel periodo, raramente sono state superate le poche migliaia di tifosi.
Nel 2009-2010 e 2011-2012, anno della definitiva adozione della tessera del tifoso, è stato imposto divieto di recarsi in trasferta su campi di squadre che non sono mai state affrontate prima, o di squadre con cui il Taranto non ha mai avuto problemi di tifoseria in passato.

### Gemellaggi e rivalità
L'unico gemellaggio della tifoseria tarantina risale agli anni ottanta con la tifoseria del Lecce, fratellanza spezzata nel 1989, quando i sostenitori salentini instaurarono un gemellaggio con i tifosi del Verona, rivali degli ionici. Attualmente la tifoseria del Taranto intrattiene buoni rapporti o comunque di rispetto reciproco con i tifosi del Napoli (rapporti ottimali, portati avanti ancora oggi con i gruppi sia della Curva A sia della Curva B, nati all'epoca degli spareggi della Serie B 1986-1987 con la Lazio allo Stadio San Paolo), della Sambenedettese, della Puteolana, del Grottaglie, della Juve Stabia, della Virtus Francavilla e dell'1. FC Saarbrücken.
La rivalità da sempre più sentita dagli ionici è quella con i corregionali baresi. L'incontro tra le due compagini prende il nome di Derby delle Murge. Per storia e rivalità tra le tifoserie tale partita è considerata da molti il vero Derby di Puglia; è infatti l'incontro tra le squadre delle due città pugliesi più popolose, che però non si è mai giocato nella massima divisione. Il derby venne disputato in serie cadetta varie volte, la prima delle quali sempre a Bari il 25 settembre 1955, dove vinsero per 4-2 i rossoblu. A causa delle diverse fortune delle due squadre, il derby non si è svolto a livello ufficiale per ben ventotto anni. L'ultimo si è svolto in Serie C a Taranto il 16 aprile 2022.
La rivalità con i baresi ha generato le rivalità con Reggina e soprattutto con Salernitana (protagonista di accesissime sfide con i tarantini negli anni ottanta). Altre rivalità regionali sentite sono con le tifoserie di Foggia, Lecce (dopo la rottura del gemellaggio), Fidelis Andria, Monopoli, Casarano, Barletta, Bisceglie  e la più recente, Brindisi. Fuori dai confini regionali si segnalano attriti più o meno forti con Verona, Catania, Nocerina, Messina, Cavese, Ternana, Benevento, Catanzaro, Avellino, Campobasso, Casertana, Cosenza, Paganese, Pescara, Crotone, Matera, Turris, Vicenza, Chieti, Giugliano e Palermo.

## Rosa 2024-2025
Rosa e numerazione aggiornata al 25 febbraio 2025. Relativa ai soli professionisti
| N. |                   | Ruolo | Calciatore        |
| -- | ----------------- | ----- | ----------------- |
| 12 | Italia (bandiera) | P     | Giorgio Caputo    |
| 18 | Italia (bandiera) | C     | Giammarco Schirru |
| 32 | Italia (bandiera) | A     | Giuseppe Giovinco |

| N. |                   | Ruolo | Calciatore          |
| -- | ----------------- | ----- | ------------------- |
| 33 | Italia (bandiera) | C     | Claudio Vaughn      |
| 44 | Italia (bandiera) | D     | Michele Picardi     |
| 77 | Italia (bandiera) | A     | Patrizio Zerbo      |
| 80 | Italia (bandiera) | D     | Gianluca Fiorentino |